# Cynodontium asperifolium
Cynodontium asperifolium är en bladmossart som beskrevs av Jean Édouard Gabriel Narcisse Paris 1900. Cynodontium asperifolium ingår i släktet klipptussar, och familjen Dicranaceae. Inga underarter finns listade i Catalogue of Life.